# Eyes Love You
"Eyes Love You" é o single de estreia do músico japonês hide, lançado em 5 de agosto de 1993. Seu segundo single "50% & 50%" foi lançado simultaneamente e as capas de ambos os singles são idênticas, exceto que o fundo de "Eyes Love You" é verde, enquanto "50% e 50%" é vermelho. Eles formam uma imagem 3D quando são colocados lado a lado. 
Alcançou a terceira posição nas paradas da Oricon e foi certificado ouro pela RIAJ, enquanto o videoclipe venceu o MTV Video Music Awards de 1994.

## Visão geral
Hide embarcou em uma carreira solo em 1993 devido ao tempo de inatividade no X Japan. Inicialmente, ele queria contratar vários vocalistas diferentes porque estava inseguro com sua própria voz, mas começou a ter aulas de canto com o treinador de Toshi e fez os vocais ele mesmo. Querendo contrastar algo incomum com um fundo pop, Hide contratou Yukinojo Mori para escrever a letra de seus primeiros singles. Quando criança, Hide gostava do álbum Warning from Stardust (1982) de Bow Wow, onde as canções do lado A tinham letras em inglês e as do lado B em japonês. Hide, que preferia as letras em japonês, só descobriu que Mori era o autor delas depois.
Em uma apresentação da música em 11 de agosto de 1993 no programa de televisão NHK Pop Jam, hide contou com a participação de seu futuro colega de banda I.N.A e Jennifer Finch e Demetra "Dee" Plakas da banda grunge feminina L7.

## Lançamento
"Eyes Love You" e "50% & 50%" foram lançados em 5 de agosto de 1993 pela MCA Victor, como os primeiros trabalhos solo de hide. Uma versão ligeiramente diferente de "Eyes Love You" com o subtítulo "TT Version" aparece em seu primeiro álbum de estúdio, Hide Your Face. Outro remix aparece como o lado B de seu terceiro single "Dice".
Em 12 de dezembro de 2007, o single foi relançado com uma nova capa. Em 28 de abril de 2010, foi relançado novamente como parte dos primeiros lançamentos de "The Devolution Project", que foi um lançamento dos onze singles originais de hide em vinil de disco de imagem.

## Recepção e legado
"Eyes Love You" alcançou a sexta posição nas paradas da Oricon Singles Chart e foi certificado ouro pela Recording Industry Association of Japan. O videoclipe da canção ganhou o prêmio do Japão do MTV Video Music Awards de 1994.

### Versões cover
"Eyes Love You" foi reproduzida por K.A.Z e a banda de I.N.A, com Sonic Storage e Kōshi de Flow, no álbum de tributo a Yukinojo Mori de 2006, Words of Yukinojo. A faixa-título também foi tocada por A no álbum tributo Tribute III -Visual Spirits-, enquanto "Oblaat" ganhou um cover de por Gotcharocka em Tribute II -Visual Spirits-, ambos lançados em 3 de julho de 2013. Para o Tribute VII -Rock Spirits-, lançado em 18 de dezembro de 2013, teve um cover de Yukinojo Mori, o próprio escritor da letra, com o guitarrista Imai Hisashi de Buck-Tick intitulado "Eyes Love You ~ Ver.2013" "Eyes Love You" também foi regravada por Breakerz para o álbum Tribute Impulse de 6 de junho de 2018.

## Faixas
Todas as músicas compostas por hide.
| N.º | Título                                           | Letras        | Duração |  |
| 1.  | "Eyes Love You"                                  | Yukinojo Mori | 5:58    |  |
| 2.  | "Oblaat"                                         | hide          | 4:49    |  |
| 92. | "Eyes Love You (Junk Version)" (Faixa escondida) |               | 1:26    |  |